# Wydutki
Wydutki (Duits: Storchenberg) is een plaats in het Poolse woiwodschap Ermland-Mazurië. De plaats maakt deel uit van de landgemeente Budry.